# Parapteroceras carnosum
Parapteroceras carnosum är en orkidéart som först beskrevs av Gunnar Seidenfaden, och fick sitt nu gällande namn av Leonid Vladimirovitj Averjanov. Parapteroceras carnosum ingår i släktet Parapteroceras och familjen orkidéer.
Artens utbredningsområde är Thailand. Inga underarter finns listade i Catalogue of Life.